# Les Trois Fantastiques Supermen
Pour plus de détails, voir Fiche technique et Distribution.
Les Trois Fantastiques Supermen (I fantastici tre supermen) est une comédie de science-fiction ouest-germano-yougoslavo-franco-italienne réalisée par Gianfranco Parolini et sorti en 1967. 
Ce film de super-héros bien accueilli par le public est le premier de la vaste série des Trois Supermen, qui s'est poursuivie avec une dizaine de films au succès variable, dans lesquels le réalisateur, les interprètes et les noms des personnages ont changé plusieurs fois.

## Synopsis
Un scientifique a inventé une machine qui duplique les êtres vivants. Cette invention attire l'attention d'une bande d'escrocs, prêts à tout pour s'en emparer. Les malfrats enlèvent la fille du scientifique pour le faire chanter, mais le plan est déjoué par les trois Supermen.

## Fiche technique
- Titre français : Les Trois Fantastiques Supermen ou Trois Supermen[2]
- Titre original italien  : I fantastici tre supermen[3]
- Titre allemand : Die drei Supermänner räumen auf
- Titre serbe : Trojica neustrasivih
- Réalisateur : Gianfranco Parolini (sous le nom de « Frank Kramer »)
- Scénario : Gianfranco Parolini, Marcello Coscia, Werner Hauff
- Photographie : Francesco Izzarelli
- Montage : Edmondo Lozzi
- Musique : Ruggero Cini (it), Francesco De Masi, Jimmy Fontana
- Décors : Niko Matul
- Costumes : Giuliana Serano
- Maquillage : Gianfranco Mecacci
- Production : Cesare Canevari, Arrigo Colombo, Italo Martinenghi, Aldo Addobbati, Theo-Maria Werner, Robert de Nesle, Ratko Drazevic
- Société de production : Cinesecolo, Parnass Film, CFFP, Avala Film
- Pays de production :  Italie -  Allemagne de l'Ouest -  France -  Yougoslavie
- Langue originale : italien
- Format : Couleurs par Eastmancolor - 1,66:1 - Son mono - 35 mm
- Durée : 94 minutes
- Genre : Comédie de science-fiction, Action
- Dates de sortie :
  - Italie : 4 février 1967
  - Yougoslavie : 1967
  - Allemagne de l'Ouest : 27 octobre 1967
  - France : 3 septembre 1969

## Distribution
- Luciano Stella (sous le nom de « Tony Kendall ») (VF : Jean-Pierre Duclos) : Tony
- Brad Harris (VF : Marc Cassot) : Brad
- Aldo Canti (sous le nom de « Nick Jordan ») (VF : Bernard Murat) : Nick
- Carlo Tamberlani (sous le nom de « Charles Tamblyn ») (VF : Gérard Férat) : Professeur Schwarz
- Rossella Bergamonti (sous le nom de « Patricia Carr ») : Diana
- Bettina Busch (sous le nom de « Bettina ») (VF : Brigitte Morisan) : Zizi
- Jochen Brockmann (VF : Jacques Berthier) : Golem
- Giuseppe Mattei (VF : Serge Sauvion) : Sarkis
- Sabine Sun (VF : Nelly Benedetti) : Astrid
- Evi Rigano (VF : Nicole Favart) : Natacha
- André Bollet (VF : André Valmy) : Scar
- Friedrich Joloff (VF : Bernard Musson) : l'ambassadeur
- Valentino Macchi :
- Sergio Mioni : L'équipe acrobatique italienne
- Enzo Maggio : L'équipe acrobatique italienne
- Giovanni Scarciofolo : L'équipe acrobatique italienne
- Gloria Paul : Havana Scott
- Salvatore Borgese (VF : Jean Berton) : l'homme de main de Gottlieb

## Production
Les Trois Fantastiques Supermen a été conçu à l'époque des films de super-héros de la seconde moitié des années 1960 en Italie. Howard Hughes écrit que le film lui rappelle Superargo contre les robots (1968).
Le site Fantafilm écrit que « ces trois super-héros bien de chez nous — moins prétentieux que les super-héros américains et plus modestes que les justiciers mexicains masqués et crispés — portent une tenue rouge élémentaire (pare-balles) ornée d'un lambeau de cape ; ils portent des bottes munies de ventouses ou de ressorts pour effectuer des cascades spectaculaires, et manœuvrent des bolas d'acier mortelles pour assommer leurs adversaires. Ils sont également d'excellents tireurs d'élite et, bien sûr, apprécient les attentions des belles filles, sans faire de distinction entre les espionnes alliées et les espionnes ennemies ».
Le réalisateur Gianfranco Parolini avait travaillé sur plusieurs films de genre, y compris des péplums où plusieurs héros s'entraident pour atteindre leurs objectifs. Parolini a commenté les cascades du film, soulignant qu'elles ont été réalisées sur le plateau, l'acteur Aldo Canti (crédité sous le nom de Nick Jordan) devant sauter d'une fenêtre de 6 mètres de haut, sauter sur un trampoline et sauter dans un camion roulant à toute allure.
Le film a été entièrement tourné en Yougoslavie.

## Suites
Série officielle
- 1967 : Les Trois Fantastiques Supermen (I fantastici tre supermen) de Gianfranco Parolini
- 1968 : Les Trois Fantastiques Supermen à Tokyo (3 Supermen a Tokio) de Bitto Albertini
- 1970 : Les Trois Supermen dans la jungle (Che fanno i nostri supermen tra le vergini della jungla?) de Bitto Albertini
- 1973 : Trois Supermen dans l'Ouest (...e così divennero i 3 supermen del West) d'Italo Martinenghi
- 1974 : Les Trois Supermen du kung-fu (Crash! Che botte... Strippo strappo stroppio) de Bitto Albertini
- 1979 : Les Trois Supermen contre le parrain (it) (3 Supermen contro il Padrino) d'Italo Martinenghi
- 1984 : Üç Süpermen Olimpiyatlarda (it) de Yavuz Yalinkiliç et Italo Martinenghi
- 1986 : Tre Supermen in Santo Domingo (it) d'Italo Martinenghi

Série officieuse
- 1973 : Çilgin kiz ve üç süper adam de Cavit Yürüklü
- 1975 : Bruce Lee contre supermen (Meng long zheng dong) de Chia-Chun Wu